# Station Wateringbury
Wateringbury is een spoorwegstation van National Rail in Wateringbury, Tonbridge and Malling in Engeland. Het station is eigendom van Network Rail en wordt beheerd door Southeastern. Het station is geopend in 1844. Het station is Grade II listed